# Kortneusolifantspitsmuis
De kortneusolifantspitsmuis (Elephantulus brachyrhynchus)  is een zoogdier uit de familie van de springspitsmuizen (Macroscelididae). De wetenschappelijke naam van de soort werd voor het eerst geldig gepubliceerd door Andrew Smith in 1836.

## Verspreiding
De soort komt voor in het noorden van Zuid-Afrika, het noordoosten van Namibië, het oosten en noorden van Botswana, Angola, Zimbabwe, Malawi, Zambia, het zuiden van Congo-Kinshasa, Mozambique, Tanzania, Kenia en Oeganda.